# René Riffaud
Pour les articles homonymes, voir Riffaud.
René Félix Louis Joseph Riffaud (19 décembre 1898 à Souk el Arba, Tunisie - 15 janvier 2007 à Tosny, France) était le quatrième dernier poilu français de la Première Guerre mondiale.

## Biographie
Sa famille est originaire du Jura et son père, instituteur en France et parti comme « colon » en Afrique du Nord, pour devenir ingénieur des Ponts et Chaussées . 
Il est mobilisé en avril 1917 dans l'Armée d'Afrique comme soldat de 2e classe. Après avoir servi dans différents régiments, il se retrouve dans les Ardennes fin 1918. Réformé en 1919 pour tuberculose pulmonaire, il est réintégré la même année dans l'artillerie coloniale avant d'être définitivement réformé en 1924 à Lyon où il avait été affecté avec une pension d'invalidité permanente pour pleurésie. 	 
En 1933, il crée une entreprise de construction de moteurs électriques à Colombes où il passe le reste de sa vie. 
Il résida les dernières années de sa vie dans une maison de retraite médicalisée à Tosny dans l'Eure.
Âgé de 108 ans, il était le plus jeune des quatre derniers poilus français. Le 11 novembre 2006, il assistait en compagnie de son arrière-petite fille Charlène et de  Jacques Chirac à la commémoration de l'Armistice du 11 novembre 1918 sur la place de l'Arc de Triomphe à Paris.

## Décorations
- Chevalier de la Légion d'honneur
- Croix de guerre 1914-1918
- Croix du combattant
- Médaille commémorative de la guerre 1914-1918
- Médaille interalliée 1914-1918
- Médaille de la Reconnaissance de la Nation